# SMS Komet (1888)
Az SMS Komet az Osztrák–Magyar Monarchia Komet-osztályú torpedóhajója (őrhajója) volt az első világháborúban. Testvérhajója az SMS Blitz volt és még nagyon hasonlított rá az SMS Meteor.

## Pályafutása
1888. február 20-án I. Ferenc József császár rendeletileg jóváhagyta a nevét. Április 21-én megkezdődött az építése. Augusztus 18-án vízre bocsátották. Szeptember 5-én elkészült. Október 25-én került sor az első hivatalos próbaútra, mely során 21,73 csomó sebességet ért el. November 6-án a Haditengerészet átvette és szolgálatba állította. December 24-én elindult Miramar-kastélytól, és délután „a legszigorúbb inkognitóban” Erzsébet császárnéval, Ferenc Szalvátor főherceggel és Mária Valéria főhercegnővel a fedélzetén körutazást tett a Trieszti-öbölben, majd visszatért Miramarhoz. 1904. június 15. - szeptember 15. között a Hajóraj kötelékében szolgált. Ezután a fiumei Haditengerészeti Akadémiához vezényelték kiképzőhajónak. A fedélzetére felszereltek egy 35 cm-es torpedóindító állványzatot. 1910-ben az Akadémia kiképzőhajójaként működött.
1914. március 23-án szolgálatba állították és Sebenicóban állomásozott. Szeptember 19-én a partok mentén cirkált, hogy megakadályozza az állítólagos ellenséges szabadcsapatok partraszállását. Október 13-án aknakeresést végzett Spalato térségében. Október 14-én Castelli előtt keresett aknát, október 23-án a Lissa-sziget előtti vizeken, november 8-án pedig a Mezzo-csatornában. 1915. március 27-én az orrfedélzetére beépítettek egy 45 cm-es torpedóvető csövet és kapott egy rádióállomást, a hátsó 35 cm-es torpedóindító berendezést pedig kicserélték 45 cm-esre. Az orrba beépített torpedóvető csövet lezárták. Április 13-án Torcola közelében segítséget nyújtott a Zichy gőzösnek. Május 12-én és július 20-án aknákat szállított Pólából Metkovićba. Október 14-én a 25-ös torpedónaszádot vontatva kifutott Dusac szigetéről és a Pasman-csatornában zátonyra futott. Az orrkormány lapátja elgörbült, a hajótest tömítései kilazultak. A hajócsavar egyik szárnya letörött, a töve beszorult egy kővájatba. A hajóközépen benyomódott az egyik borda. Dagály idején a tat 30 cm-rel, az orr pedig 20 cm-rel volt magasabb, mint normál úszóhelyzetében. A Herkules és a Gigant vontató-mentőhajók siettek a segítségére. 50 t anyagot emeltek ki a hajóból, benne a négy hengert. Október 16-án leszabadították a zátonyról. Október 18. – november 3. között Pólában javították. November 12-én a sérült 14-es torpedónaszád vontatása közben Artatore közelében zátonyra futott. A Magnet leszabadította. December 16-án befejezték a javítását.
1916-ban Sebenicóban állomásozott. 1917 elején Pólában volt javításon. Február 19-től Sebenicóban állomásozott. Május 19-én a Planka Fok közelében a francia Le Verrier tengeralattjáró kilőtt rá egy torpedót, de az elment mellette, mire a hajó is kilőtt egy torpedót amellyel megrongálta a tengeralattjárót. Az év során 10 konvojkísérő utat hajtott végre. 1918-ban Sebenicóban teljesített helyi védelmi feladatokat. Február 21-én megváltoztatták a fegyverzetét. Az elülső 2 db 4,7 cm/L44-es gyorstüzelő lövege helyett 2 db 7 cm/L45-ös gyorstüzelő löveget szereltek fel. Szeptember 28-án Veglia-szigetén a Voz-öbölben megfeneklett. Szeptember 29-én 03.50-kor leszabadult. 17.00-kor a Morter-csatornában újból zátonyra futott. Megsérült a hajócsavarja, letörött a csavartő, tönkrement az orrkormánya. Előbb Sebenicóba, majd Pólába vontatták. Az év során 15 konvojkísérő utat hajtott végre. 1920-ban Olaszországnak ítélték, ahol 6 éven belül lebontották.